# Џон Денсмор
Џон Пол Денсмор (енгл. John Paul Densmore; Лос Анђелес, 1. децембар 1944) амерички је музичар, аутор песама, писац и глумац. Најпознатији је као бубњар групе Дорси.